# L'Àliga roja
L'Àliga roja és una sarsuela en 2 actes, amb llibret de Víctor Mora i Alzinelles i música de Rafael Martínez Valls, estrenada al Teatre Apol·lo (Barcelona), el 12 d'abril de 1932.